# 차돌박이

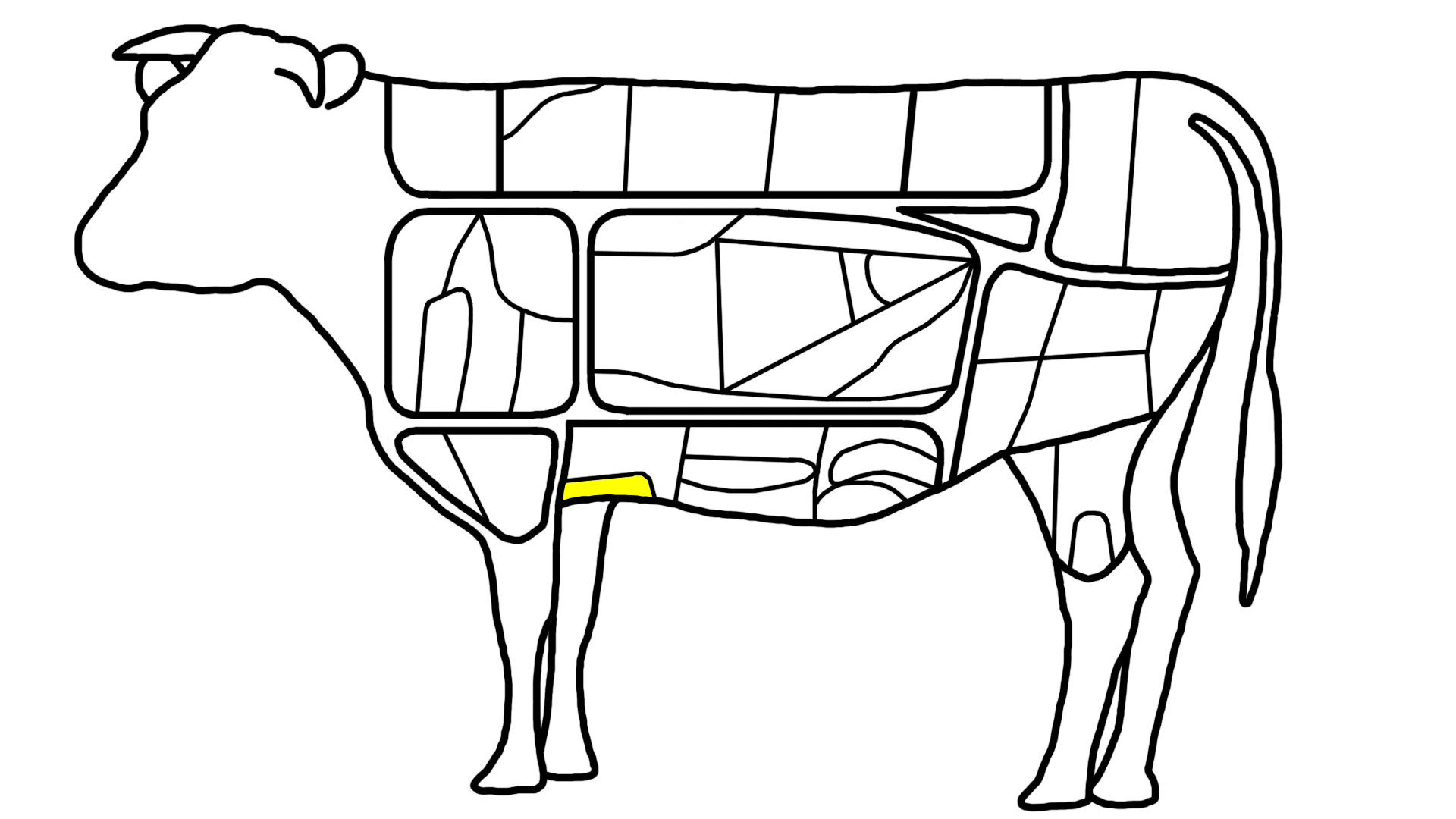
차돌박이의 부위를 나타낸 그림

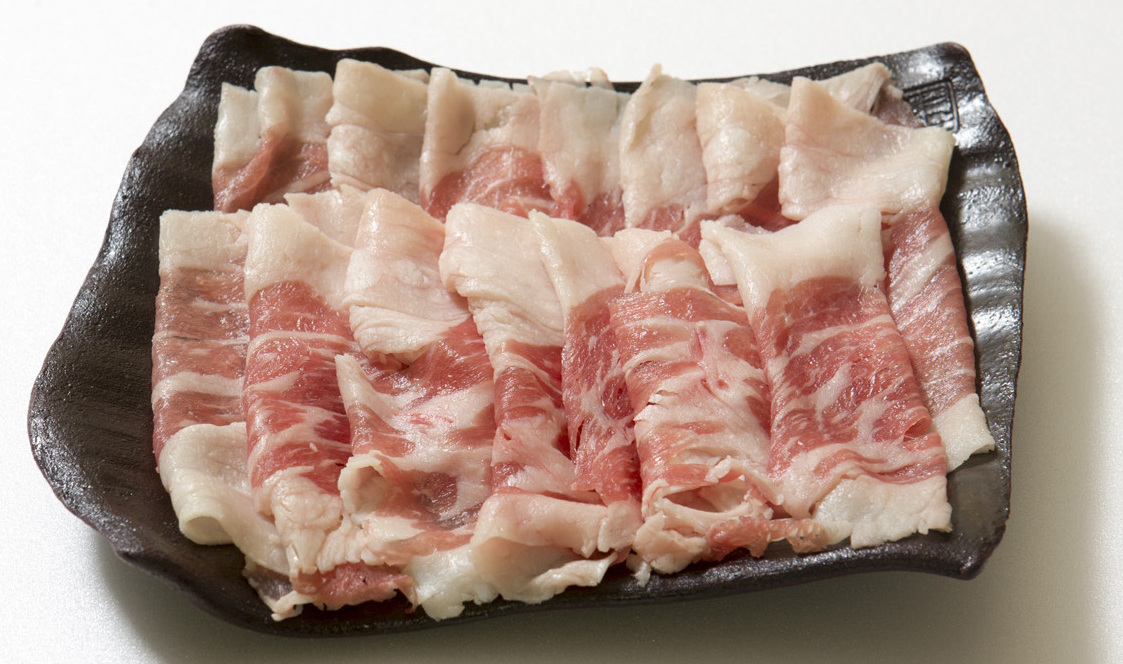
生 차돌박이.

차돌박이는 소의 양지머리의 한복판에 붙은 기름진 영역으로, 쇠고기 부위의 일종이다. 지방으로 흰 빛을 띄며, 단단한 질감을 가진다. 지방질이 많아 주로 구워먹는다.

## 역사
차돌과 같이 단단한 지방이 박혀있다는 점에서 이름을 가져왔다. 차돌박이는 일제강점기에 소고기 식문화가 대중화된 1931년에 동아일보 기사에서 요리를 소개하는 글에 문증된다. 다만 이후 한국전쟁을 거치며 삶이 어려워짐에 따라 소고기 식문화는 다시 쇠퇴하였다. 맛 칼럼리스트인 황교익은 차돌박이가 쇠고기를 정육하여 구워먹는 것이 일반화되지 않은 1980년대 이전에는 양지머리에 붙여 판매하던 부위라고 말했다. 요리연구가 홍신애는 차돌박이가 재조명되며 가격이 많이 올랐고, 양지머리보다 더 좋은 취급을 받게 되었다고 설명했다.

## 식문화

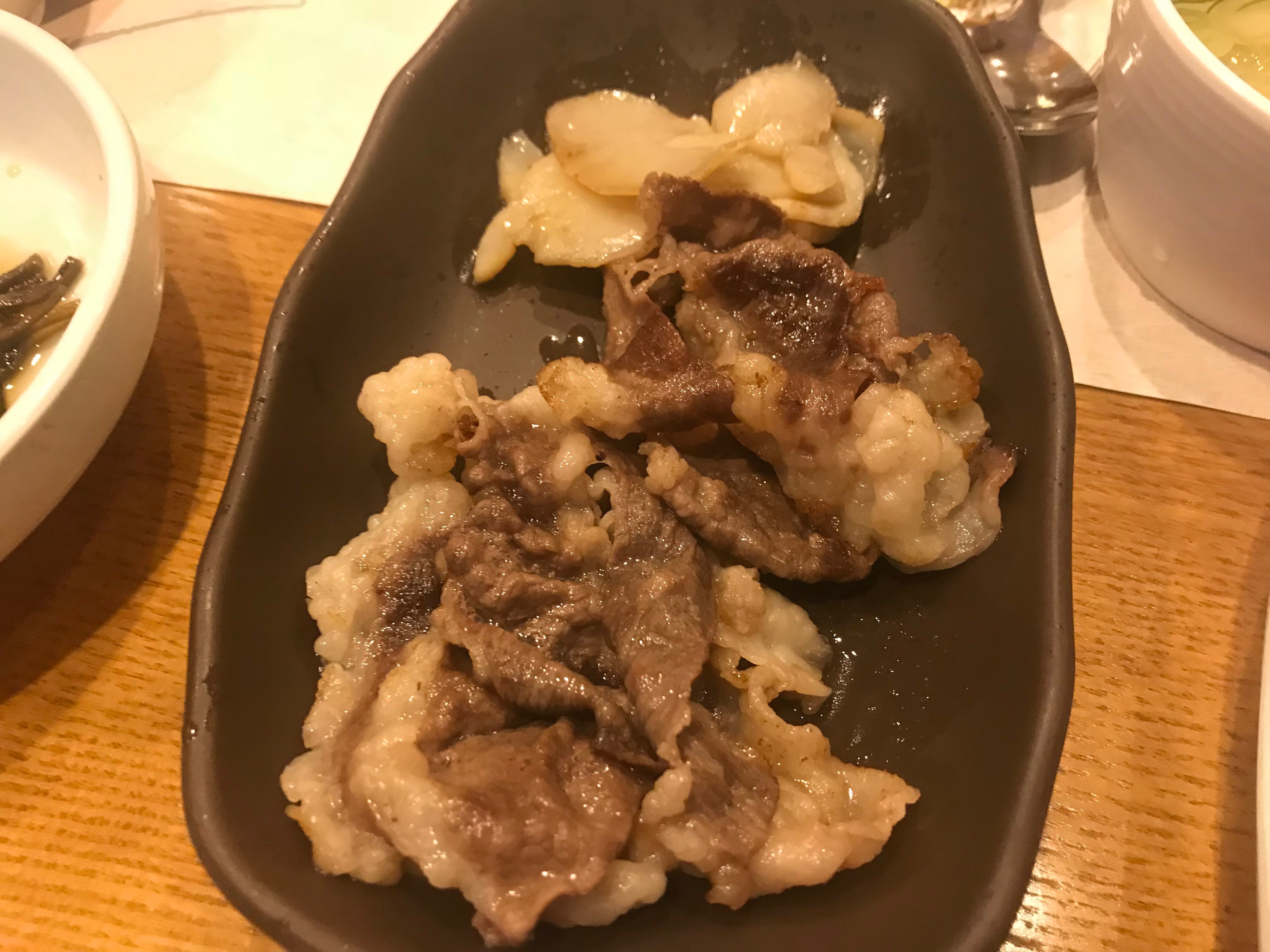
구운 모습

지방질이 많고 식감이 단단하여 구워먹는 것이 일반적이다. 하얀색이 선명하여 선홍색이나 흰 색에 가까울수록 좋은 품질의 차돌박이로 여겨진다. 또한 기름기가 많아 양념간장 등 소스에 찍어먹는 것이 선호되며, 된장찌개나 김치찌개와 함께 먹기도 한다. 부추나 비빔국수와 같이 먹는 방법도 추천된다. 외형이 비슷하지만 가격은 저렴한 우삼겹이 있어 대체품으로 사용되기도 하며, 때로는 이 둘을 속여 파는 경우도 지적된다.
차돌박이는 양지머리 등 인근 부위를 사용한 육개장, 곰탕 등 탕 요리와 편육에서도 깊은 맛을 내는 성분으로 여겨진다.